# ناوه حاره‌ای تروپوسفر بالایی
ناوه حاره‌ای تروپوسفر بالایی (انگلیسی: Tropical upper tropospheric trough)، به‌اختصار TUTT، که ناوه میان‌اقیانوسی نیز نامیده می‌شود، ناوه‌ای است که در سطوح بالای (حدود ۲۰۰ هکتوپاسکال) منطقه مدارگان (حاره) قرار دارد. شکل‌گیری این ناوه معمولاً در اثر نفوذ انرژی و باد از عرض‌های جغرافیایی میانی به مناطق مدارگانی ایجاد می‌شود. ناوه حاره‌ای تروپوسفر بالایی همچنین می‌تواند از ناوه معکوس در مجاورت یک واچرخند سطح بالایی ایجاد شود. ناوه‌های حاره‌ای تروپوسفر بالایی از ناوه‌های عرض‌های جغرافیایی میانی متفاوت هستند، به این معنا که آنها با گرم‌شدن ناشی از فرونشست هوا در نزدیکی تروپوپاز که سرمای تابشی را متعادل می‌کند، حفظ می‌شوند. این ناوه‌ها هنگامی که قوی هستند، می‌توانند با بردن چینش باد عمودی قابل توجه به مناطق حاره‌ای، فرایند چرخندزایی حاره‌ای را متعادل و کنترل کنند. هنگامی که کم‌فشارهای سرد فوقانی از سطح پایه خود جدا شوند، آنها تمایل به پسروی دارند و ناوه‌های سطحی و فرایند توسعه یا تقویت امواج حاره‌ای را وادار می‌سازند که به سمت شرق خود منحرف شوند. تحت شرایط خاص، اوه‌های حاره‌ای تروپوسفر بالایی می‌توانند باعث تحریک و القای فعالیت توفان‌های تندری شده و منجر به شکل‌گیری چرخندهای حاره‌ای شوند.